# Aeropuerto Internacional Yasser Arafat
El Aeropuerto Internacional Yasser Arafat (en árabe, مطار ياسر عرفات الدولي Maṭār Yāsir 'Arafāt ad-Dawli) (IATA: GZA, OACI: LVGZ) era un aeropuerto que sirvió a la Franja de Gaza (Palestina) entre 1998 y 2001. Se localiza en la ciudad de Rafah, cerca de la frontera entre la Franja de Gaza en Palestina y Egipto. Era el único aeropuerto civil en Palestina. Es propiedad de la Autoridad Nacional Palestina y lleva el nombre de Yasir Arafat, el primer presidente de Palestina.
El aeropuerto fue sede de Palestinian Airlines hasta 2001 cuando fue destruido por las Fuerzas de Seguridad de Israel.

## Historia

### Construcción
La construcción del aeropuerto comenzó el 20 de enero de 1996 cuando Yasser Arafat colocó la primera piedra. Tenía una pista de 3080 m de longitud y 60 m de ancho. Diseñado de acuerdo con los estándares de los aeropuertos internacionales de la OACI, podían recibir la mayoría de las aeronaves, incluido el 747. Japón, Egipto, Arabia Saudita, España, Alemania y Marruecos proveyeron dinero para la construcción del aeropuerto, que costó 86 millones de dólares y duró un año. El aeropuerto fue inaugurado el 24 de noviembre de 1998 por el presidente Bill Clinton de los Estados Unidos y Yasser Arafat de la Autoridad Nacional Palestina.

### Destrucción

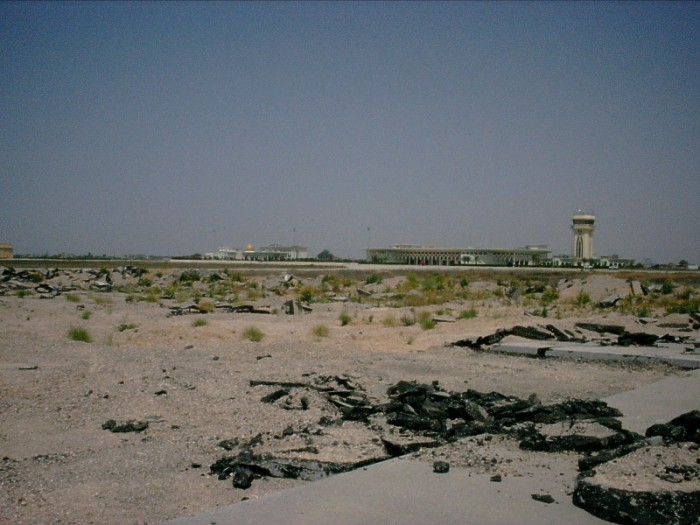
Vista de las ruinas del aeropuerto en 2005 después de ser destruido por Israel en 2001.

El aeropuerto civil fue destruido por las Fuerzas de Seguridad de Israel en 2001, durante la Intifada de Al-Aqsa. La estación de radar, la torre de control y la pista fueron destruidas. Por esto, el aeropuerto ya no está en funcionamiento. Ninguno de los países, han reclamado nunca a Israel una reparación, a pesar de que diferentes asociaciones hayan pedido una indemnización y reversión de lo dañado por Israel.
En pie solo queda la estructura del hall de llegadas, con sus arcos abiertos a los cuatro vientos en medio de un árido terreno.